# Sosnowiec Jęzor
Sosnowiec Jęzor – węzłowa stacja kolejowa w sosnowieckiej dzielnicy Jęzor, w województwie śląskim (małopolska część województwa), w Polsce; znajduje się w sąsiedztwie stacji Jęzor Centralny, usytuowana jest na linii kolejowej nr E 30, między stacjami Mysłowice a Jaworzno Szczakowa. Stacja obsługuje ruch pociągów towarowych.
Posterunek stanowi punkt styku sieci kolejowych PKP Polskie Linie Kolejowe i Infra Silesia (linia kolejowa nr 719).

## Opis
Posterunek ruchu posiada dwie grupy torów głównych: 4-torową, położoną w ciągu linii kolejowej E 30 oraz 5-torową na linii kolejowej z posterunku Dorota do stacji Mysłowice Brzezinka. Perony (dwa jednokrawędziowe) usytuowane są tylko przy torach tej pierwszej. Cały ruch pociągów prowadzi nastawnia "SJr", która posiada urządzenia przekaźnikowe z sygnalizacją świetlną.
Stacja posiada połączenie z dawną siecią kolei piaskowych (Jęzor Centralny) poprzez linię kolejową nr 719.

## Historia
Stacja od maja 1928 r. do 2003 r. obsługiwała ruch osobowy pociągów. Do dyspozycji pasażerów działał  zbudowany w 1927 r. budynek dworca kolejowego z kasami i poczekalnią. Dzięki przejściu podziemnemu dla pieszych możliwy był dostęp do peronów.
W 2016 r. budynek dworca na stacji Sosnowiec Jęzor, z uwagi na zły stan techniczny oraz brak zainteresowania ze strony inwestorów, został rozebrany.

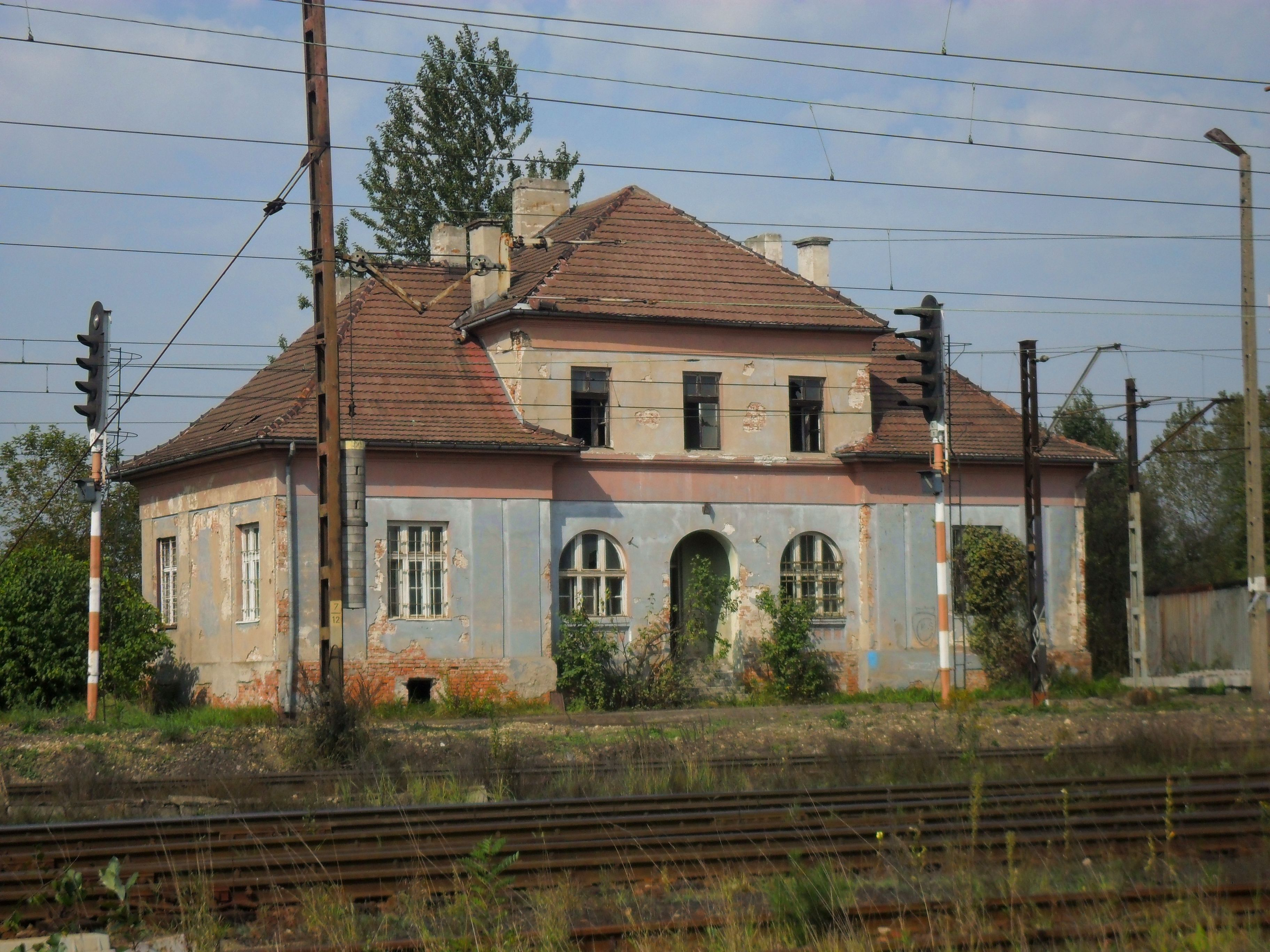
Nieistniejący budynek dworca Sosnowiec Jęzor (2014 r.)